# Филипп Эгалите
Луи Филипп (II) Жозеф, герцог Орлеанский (фр. Louis-Philippe-Joseph d'Orléans), с 1792 года известный как Филипп Эгалите (фр. Philippe Égalité; 13 апреля 1747[…], Замок Сен-Клу, Королевство Франция — 6 ноября 1793[…], Париж, Первая Французская республика), — французский военный и политический деятель.

## Биография
Представитель младшей линии Бурбонов, правнук регента Франции герцога Филиппа II, сын Луи-Филиппа I Орлеанского и Луизы-Генриетты де Бурбон-Конти. Один из самых богатых людей Франции, ещё более умноживший состояние благодаря удачному браку. До 1785 года носил титул герцог Шартрский, стал герцогом Орлеанским и первым принцем крови после смерти отца.
В 1771 году стал великим мастером Великого востока Франции.
Отличался либеральными взглядами. Во время Великой французской революции примкнул к революционерам, отказался от титула, стал «гражданином» и принял фамилию Эгалите (равенство). В Конвенте голосовал за казнь своего родственника Людовика XVI.
Однако в течение того же 1793 года гражданин Эгалите погиб сам: во время Революционных войн его сын Луи-Филипп оказался замешанным в заговор генерала Дюмурье и изменил революции, покинув страну, что привело к аресту, осуждению и казни Эгалите-отца. Перед гильотиной Филипп потребовал две бутылки шампанского и взошёл на эшафот с совершенным бесстрашием. Когда палач Сансон собирался снять с него сапоги, Филипп сказал: «Оставьте; они лучше снимутся после, а теперь поспешим». Ненавидевшие его роялисты отметили: «Жил как собака, а умер, как подобает потомку Генриха IV».

## Семья
Герцог Орлеанский был с 1769 года женат на Марии-Аделаиде де Бурбон, дочери герцога де Пентьевр, одной из богатейших наследниц своего времени. Дети:
- мертворождённая дочь (1771);
- Луи-Филипп I (1773—1850), король Франции в 1830—1848 годах;
- Антуан Филипп (1775—1807), герцог Монпансье;
- Луиза Мария Аделаида (1777—1847);
- Франсуаза (1777—1782), сестра-близнец Аделаиды;
- Луи Шарль (1779—1808), граф Божоле.

Старший сын Филиппа Эгалите, виновник его гибели герцог Шартрский Луи-Филипп, несмотря на одиозность своей семьи в глазах старших Бурбонов, в 1800 году получил у жившего в эмиграции Людовика XVIII право на титул герцога Орлеанского, после Реставрации вернул огромное наследство родителей, а в 1830 году стал конституционным монархом Франции как Луи-Филипп I (свергнут в 1848). Двое младших сыновей герцога Орлеанского: Антуан Филипп, герцог Монпансье и Луи Шарль Альфонс Леодегар, граф Божоле — также оказались в эмиграции, но умерли молодыми (оба от туберкулёза, которым заразились во время пребывания под стражей в 1793 году), ничем себя не проявив и не оставив потомства. Дочь Филиппа Эгалите Аделаида после реставрации Бурбонов вернулась во Францию, затем была советницей брата, когда тот стал королём, и умерла 31 декабря 1847 года, за два месяца до его отречения.

## Образ в культуре
Филипп Эгалите стал персонажем романа Хилари Мэнтел «Сердце бури» (1992). Он появляется в ряде фильмов:
- «Мария-Антуанетта» (США, 1938) — актёр Джозеф Шильдкраут
- «Англичанка и герцог» (2001) — фильм Эрика Ромера
- «Роза Версаля» — аниме-сериал по одноимённой манге Риёко Икэды, 1979, Япония
- «Шевалье (фильм, 2022)»